# Вклад до востребования
Вклад до востребования (или депозит до востребования) — банковский вклад, возвращаемый вкладчику полностью или частично по первому его требованию. Изъятие денег может осуществляться наличными, банковским переводом или выставлением чека. Денежные средства, полученные банком от вкладчика, хранятся на расчётном или контокоррентном счёте. Обычно средства с этих вкладов используются для финансирования текущих расходов населения и расчётов между организациями.

## Правовое регулирование
Гражданский кодекс РФ предусматривает заключение договора банковского вклада на условиях выдачи вклада по первому требованию. По закону, банк обязан выдать сумму вклада или её часть по первому требованию вкладчика, за исключением вкладов, внесённых юридическими лицами на иных условиях возврата, предусмотренных договором. При этом Гражданский кодекс признаёт условие договора, по которому гражданин отказывается от права на получение вклада по первому требованию,  ничтожным. Если иное не предусмотрено договором банковского вклада, банк вправе изменять размер процентов, выплачиваемых на вклады до востребования.